# Curtin University of Technology
Curtin University of Technology är ett universitet i Perth i den australiska delstaten Western Australia. Med över 39 000 studerande är Curtin delstatens största universitet.
Curtin har utnyttjat Perths relativa närhet till Asien genom marknadsföring och öppnande av ett campus i Malaysia; 17 000 av universitetets elever kommer från andra länder än Australien och i maj 2006 besökte Kinas premiärminister Wen Jiabao universitetets huvudcampus utanför Perth.

## Historia
Curtin University of Technology bildades 1986 av det som sedan 1966 kallats Western Australian Institute of Technology, som i sin tur hade rötter i Perth Technical College, grundat år 1900. Universitetet är uppkallat efter John Curtin, som var Australiens premiärminister under större delen av andra världskriget. Under 2005 fanns planer på en sammanslagning med Murdoch University, men dessa planer lades ner redan samma år.

## Fakulteter
Universitetet består av följande fakulteter:
- Centre for Aboriginal Studies
- Curtin Business School
- Engineering, Science and Computing
- Health Sciences
- Humanities
- Resources and Environment

## Campus
Curtin har campus på följande orter:
- Bentley (huvudcampus, 6 km söder om Perth)
- Perths affärsdistrikt
- Shenton Park (4 km väster om Perth)
- Northam (96 km nordost om Perth)
- Margaret River (288 km söder om Perth)
- Geraldton (424 km norr om Perth)
- Kalgoorlie-Boulder (600 km öster om Perth)
- Sydney i New South Wales
- Miri i den Malaysiska delstaten Sarawak på ön Borneo.